# Steve Tracy
Steve Tracy (Canton, Ohio, 3 oktober 1952 - Tampa, Florida, 27 november 1986) was een Amerikaanse film- en televisieacteur. Naast zijn vertolking van Percival Isaac Cohen Dalton (de man van Nellie Oleson) in Little House on the Prairie speelde hij onder meer in Heavy Equipment (1977), Desperate Moves (1981) en The Jeffersons, Jeffersons Greatest Hits (1982).
Na de opnames van Little House on the Prairie hield hij vriendschappelijke contacten met zijn 'filmvrouw' Alison Arngrim. Toen hij in 1986 aan aids overleed, werd Alison Arngrim een aidsactiviste.